# Passerelle de la Woluwe
Le projet de la passerelle de la Woluwe, également appelée passerelle de Tervuren, s’inscrit dans un vaste projet mené par l’IBGE (Institut Bruxellois pour la Gestion de l’Environnement) visant à valoriser les espaces verts que compte la capitale. Un point important de cette valorisation tient au rattachement d’un bon nombre de ces espaces à un réseau de promenade continu et détaché de la circulation automobile. C’est dans ce cadre qu’un concours fut lancé pour la réalisation d’une passerelle enjambant l’avenue de Tervuren.
Cet ouvrage d'art est composé de 2 éléments : un arc qui porte l’ensemble et un tablier attaché sur le côté de l’arc. Les 2 éléments, reliés par de fines barres en acier, sont formés de caissons triangulaires permettant la reprise de la torsion générée par le fait que le tablier vient sur le côté de l’arc portant.